# Вуд, Закари Тейлор
За́кари Те́йлор Вуд (англ. Zachary Taylor Wood, 11 ноября 1860 года, 
Аннаполис, Мэриленд, США — 15 января 1915 года, Ашвилл, Северная Каролина, США) — инспектор Северо-Западной конной полиции, четвёртый комиссар Юкона.

## Биография
Закари Вуд является правнуком 12-го президента США, Закари Тейлора и правнучатым племянником президента конфедеративных штатов во время гражданской войны в США, Джефферсона Дэвиса. Его отец, Джон Тейлор Вуд, был инспектором военно-морской академии США в Аннаполисе. Его мать звали Лола Макубин Тейлор. После окончания войны семья поселилась в Галифаксе.

## Карьера
Закари Тейлор Вуд получил образование в Королевском военном колледже Канады в Кингстоне (Онтарио), закончив его в 1882 году. Во время Северо-Западного восстания Вуд отправился на запад лейтенантом в составе 90-го стрелкового батальона (Виннипегского), где принял участие в битве при Батуш (Batoche) в мае 1885 года. 1 августа 1885 Вуд становится инспектором Северо-Западной конной полиции.В 1888 году Вуд становится командиром подразделения.
Во время клондайкской золотой лихорадки Вуд вместе со своим подразделением отправляется в Юкон, где 18 апреля 1900 года становится суперинтендантом полиции. 1 января 1902 года он принимает присягу и становится комиссаром Юкона. После ухода с поста он до 1910 года остаётся вторым человеком в Юконе. Во время работы Вуд заслужил хорошую репутацию, поддерживая минимальный уровень преступности.
В 1910 году Вуд был переведён в Реджайну, где становится вторым человеком в королевской Северо-Западной конной полиции. За свои заслуги по поддержанию закона он был удостоен чести стать кавалером Ордена Святого Михаила и Святого Георгия в 1913 году.
Его сын Стюарт Тейлор Вуд был комиссаром Королевской канадской конной полиции с 1938 по 1951 годы.

## Увековечение памяти
Один из пиков на территории Юкона предположительно назван в честь Закари Тейлора Вуда.